# Muhammadābād (ort i Indien, Uttar Pradesh, Farrukhābād)
Muhammadābād är en ort i Indien.   Den ligger i distriktet Farrukhābād och delstaten Uttar Pradesh, i den centrala delen av landet, 260 km sydost om huvudstaden New Delhi. Muhammadābād ligger 153 meter över havet och antalet invånare är 22 151.
Terrängen runt Muhammadābād är mycket platt. Runt Muhammadābād är det mycket tätbefolkat, med 1 018 invånare per kvadratkilometer. Närmaste större samhälle är Farrukhābād, 17,1 km nordost om Muhammadābād. Trakten runt Muhammadābād består till största delen av jordbruksmark.